# Aporophallus subtilis
Aporophallus subtilis är en svampart som beskrevs av Möller 1895. Aporophallus subtilis ingår i släktet Aporophallus och familjen stinksvampar.   Inga underarter finns listade i Catalogue of Life.